# The Romance of a Stranded Actress
The Romance of a Stranded Actress è un cortometraggio muto del 1909. Il nome del regista non viene riportato nei credit.

## Produzione
Il film fu prodotto dalla Essanay Film Manufacturing Company. Venne girato a Chicago, dove la casa di produzione aveva la sua sede principale.

## Distribuzione
Il film - un cortometraggio di una bobina - uscì nelle sale cinematografiche USA il 21 luglio 1909.